# 39 Batalion Saperów
39 batalion saperów – samodzielny pododdział wojsk inżynieryjnych ludowego Wojska Polskiego.

## Formowanie i zmiany redakcyjne
Sformowany w październiku 1944 w miejscowości Narol na podstawie rozkazu Naczelnego Dowództwa Wojska Polskiego nr 41 z 6 października 1944 jako jednostka 5 Mazurskiej Brygady Saperów.
Przysięgę żołnierze batalionu złożyli 7 stycznia 1945 w Trawnikach.
W 1951 roku 39 batalion saperów 5 psap przemianowany został na 2 batalion saperów 5 psap

## Szlak bojowy
Przez cały okres wojny batalion działał w składzie 5 BSap. Wraz z innymi jednostkami brygady brał udział w rozminowywaniu Warszawy, rozminowując Włochy i ich okolice. Uczestniczył także w rozminowywaniu terenów położonych na północ od Warszawy i przyczółka modlińskiego. Po wojnie skierowany do rozminowywania terenów byłych Prus Wschodnich. Odznaczeń batalion nie posiadał.

## Obsada personalna
Dowódcy batalionu
- mjr Emilian Taradajenko[2]

Dowództwo okresu wojny
- dowódca batalionu – mjr Emilian Taradajenko
- szef sztabu – Afanasi Afanasiew

## Struktura organizacyjna
Etat 012/109
- Dowództwo i sztab
- pluton dowodzenia
- 3 x kompania saperów
  - 3 x pluton saperów
  - drużyna zaopatrzenia
- kwatermistrzostwo
  - punkt pomocy medycznej
  - lazaret weterynaryjny
  - warsztaty i magazyn techniczny
- drużyna gospodarcza

Razem:
żołnierzy – 321 (oficerów – 31, podoficerów – 62, szeregowych – 228)
sprzęt:
- miny – 483